# Булатницький Єгор
Булатницький Єгор (1-а пол. XVIII ст., м. н. невід. — 1767, Москва) — викладач Санкт-Петербурзької Академії мистецтв, перекладач з італійської мови. Вихованець Києво-Могилянської академії.

## Біографія
У 2-й половині 1740-х — на початку 1750-х рр. навчався у Києво-Могилянській академії, потім — в одному з італійських університетів.
Брав активну участь у публічних університетських диспутах 1756, 1757.
1758 Булатницький «который сверх своей должности» протягом тривалого часу навчав «с хорошим успехом» студентів італійської мови, був першим із студентів італійського класу магістра Ніколо Папафіло представлений до нагороди «за ревность и рачение к наукам».
1760 отримав срібні медалі й згодом направлений до Санкт-Петербурзької академії мистецтв викладачем історії, міфології, катехізису і, можливо, італійської мови.
У лютому 1762 звільнений за власним проханням, імовірно, через поганий стан здоров'я.
У роки навчання в Московському університеті Булатницький склав перший підручник з італійської мови, виданий під заголовком «Новая италианская грамматика. Собрана из разных авторов и переведена на русский язык Московского университета студентом Егором Булатницким» (М., 1759).
Анонімно перевидана 1774, ця книга в гімназії при Московському університеті та в Санкт-Петербурзькій Академії мистецтв протягом 20 років виконувала роль основного підручника італійської мови.
Як перекладач Булатницький перший на території Російської імперії звернувся до творчості К. Гольдоні. На початку 1759 він опублікував переклад італійської «драмы увеселительной» «Сердечный магнит» (М., 1759) — лібрето К. Гольдоні до однойменної комічної опери Б. Галуппі, яка 29 січня 1759 була представлена на відкритті оперного театру на Красному ставі італійською трупою Дж.-Б. Локателлі й мала великий успіх. У перекладі відчувається добре знання мови і перекладацька впевненість.
Помер і похований Булатницький у Москві.